# Sainte-Gemme (Żyronda)
Sainte-Gemme – miejscowość i gmina we Francji, w regionie Nowa Akwitania, w departamencie Żyronda. Nazwa miejscowości pochodzi od imienia św. Gemmy.
Według danych na rok 1990 gminę zamieszkiwało 189 osób, a gęstość zaludnienia wynosiła 20 osób/km² (wśród 2290 gmin Akwitanii Sainte-Gemme plasuje się na 988. miejscu pod względem liczby ludności, natomiast pod względem powierzchni na miejscu 1102.).